# Strzelce Kujawskie (stacja kolejowa)
Strzelce Kujawskie – stacja kolejowa w Strzelcach Kujawskich, w województwie łódzkim, na linii kolejowej nr. 33 (Kutno – Brodnica).

## Ruch pasażerski
| Rok  | Wymiana pasażerska na dobę |
| ---- | -------------------------- |
| 2017 | 0-9                        |
| 2022 | 10-19                      |

Stacja posiada 2 perony (peron 1 jest jednokrawędziowy) oraz tory dodatkowe, których część jest zarośnięta. 
Stacja posiada bezpośrednie połączenia z Kutnem i Sierpcem.